# Premi e riconoscimenti di Noah Kahan
Questa è una lista dei premi e dei riconoscimenti ricevuti da Noah Kahan.

## Americana Music Honors & Awards
- 2024 – Candidatura come Artist of the Year[1]

## Billboard Music Awards
- 2023 – Candidatura come Top Rock Album per Stick Season[2]
- 2023 – Candidatura come Top Rock Artist
- 2024 – Candidatura come Top Rock Artist[3]
- 2024 – Candidatura come Top Billboard 200 Album per Stick Season
- 2024 – Top Rock Album per Stick Season
- 2024 – Candidatura come Top Rock Song per Stick Season

## Boston Music Awards
- 2024 – Artist of the Year[4]
- 2024 – Candidatura come Album/EP of the Year per Live From Fenway[5]
- 2024 – Live Artist of the Year
- 2024 – Folk Artist of the Year

## Brit Awards
- 2024 – Candidatura come International Song per Stick Season[6]
- 2025 – Candidatura come International Song per Stick Season[7]

## Country Music Association Awards
- 2024 – Candidatura come Musical Event of the Year per Cowboys Cry Too con Kelsea Ballerini[8]

## Global Awards
- 2024 – Candidatura come Rising Star[9]

## Grammy Awards
- 2024 – Candidatura come Best New Artist[10]
- 2025 – Candidatura come Best Country Duo/Group Performance per Cowboys Cry Too con Kelsea Ballerini[11]

## iHeartRadio Music Awards
- 2024 – Best New Artist (Alternative or Rock)[12]
- 2024 – Candidatura come Best Lyrics (Socially Voted) per Dial Drunk
- 2024 – Candidatura come Social Star Award (Socially Voted)

## IRMA Chart Number 1 Awards
Il premio è noto anche come Official Irish Charts Awards.
- 2023 – #1 Single per Stick Season
- 2023 – #1 Album per Stick Season

## National Music Publisher's Association Awards (NMPA)
Il premio è assegnato agli autori delle canzoni.
- 30 giugno 2020 – Gold per Hurt Somebody
- 30 settembre 2023 – Platinum per Stick Season
- 31 dicembre 2023 – Platinum per Dial Drunk
- 31 dicembre 2023 – Gold per Northern Attitude
- 31 dicembre 2023 – Gold per False Confidence
- 31 dicembre 2023 – Gold per Homesick
- 31 dicembre 2023 – Gold per All My Love
- 31 marzo 2024 – Multi-Platinum (2) per Stick Season
- 31 marzo 2024 – Gold per You're Gonna Go Far
- 30 settembre 2024 – Gold per Orange Juice
- 30 settembre 2024 – Gold per Growing Sideways
- 30 settembre 2024 – Gold per Call Your Mom
- 30 settembre 2024 – Platinum per She Calls Me Back
- 30 settembre 2024 – Gold per Everywhere, Everything
- 30 settembre 2024 – Gold per New Perspective
- 30 settembre 2024 – Platinum per Northern Attitude
- 30 settembre 2024 – Platinum per All My Love
- 30 settembre 2024 – Multi-Platinum (4) per Stick Season

## Official Charts Company Specialist Awards (OCC UK)
I premi sono assegnati dalla Official UK Chart ai progetti che raggiungono la prima posizione settimanale in una classifica.
- 2023 – #1 Official Americana Chart per Stick Season
- 2024 – #1 Official Singles Chart per Stick Season
- 2024 – #1 Official Singles Chart Update per Stick Season
- 2024 – #1 Official Streaming Chart per Stick Season
- 2024 – #1 Official Singles Sales Chart per Stick Season
- 2024 – #1 Official Singles Downloads Chart per Stick Season
- 2024 – #1 Official Physical Singles Chart per Stick Season
- 2024 – #1 Official Vinyl Singles Chart per Stick Season
- 2024 – #1 Official Albums Chart per Stick Season
- 2024 – #1 Official Albums Streaming Chart per Stick Season
- 2024 – #1 Official Vinyl Albums Chart per Stick Season
- 2024 – #1 Official Vinyl Singles Chart per Dial Drunk
- 2024 – #1 End of Year Singles Chart per Stick Season

## People's Choice Awards
- 2024 – Candidatura come The New Artist Of The Year[16]

## Pollstar Awards
- 2024 – Candidatura come New Headliner of the Year[17]
- 2025 – Candidatura come Major Tour of the Year per il We’ll All Be Here Forever Tour[18]

## Spotify Billion Streams Plaque
- 2024 – Stick Season[19]

## Ticketmaster Awards (TMAwards)
- 2025 – Candidatura come Act Of The Year (UK)[20]